# Менахем Мендл Шнеєрсон
Менахем-Мендл Шнеєрсон (5 (18) квітня 1902, Миколаїв — 12 червня 1994, Нью-Йорк) — сьомий і останній Любавицький ребе. Один з єврейських духовних лідерів XX століття. Вважається месією деякими зі своїх послідовників, частина з яких не визнають його фізичної смерті. Його могила в Нью-Йорку стала місцем масового паломництва.
У 1994 році нагороджений посмертно найвищою нагородою США — Золотою медаллю Конгресу.

## З життєпису

Менахем-Мендл — студент Берлінського університету

Народився в Миколаєві, у родині одного з найвідоміших на той час рабинів — Леві-Іцхака Шнеєрсона. Мати Менахема-Мендла Хана Шнеєрсон теж походила з відомої родини, була донькою миколаївського рабина Меєра Шлоймо Яновського. Початкову освіту отримав вдома. Одночасно з єврейськими релігійними студіями, екстерном склав випускні іспити у гімназії. Дитячі і юнацькі роки провів у Дніпрі.
У 1923 році Менахем-Мендл познайомився з Йосифом-Іцхаком Шнеєрсоном, шостим Любавицьким ребе, лідером хабадського хасидизму і розпочав діяльність у хабадському русі. Пізніше Йосиф-Іцхак переїхав до Ленінграду, погостювати до нього поїхав і Менахем-Мендл. Він закохався у доньку цадика Хаю Мушку, пізніше вони побралися. Разом у 1927 році вони емігрували з СРСР, тікаючи від більшовиків. Йосифа-Іцхака засудили до розстрілу, але вирок переглянули через протести за кордоном і примусили виїхати з СРСР. Спершу родина переїхала до Латвії, згодом — до Берліна. У Берлінському університеті Менахем-Мендл вивчав математику і природничі науки. У 1933 році, коли до влади прийшли нацисти, Шнеєрсон переїхав до Франції. Там він навчався у Сорбонні, закінчив факультет суднобудування.
По закінченню навчання переїхав до США, бо відчув небезпеку, яка нависла над Європою. В Америці працював на верфях Військово-Морського флоту США.
У 1942 році рабин Йосиф Іцхак призначає Менахема Шнеєрсона керівником руху Хабад, та доручив йому розбудувати освітню мережу на теренах США.
У 1951 році Менахем Мендл Шнеєрсон був обраний сьомим Любавицьким реббе. Широку відомість Шнеєрсон отримав завдяки своїй діяльності, що була направлена на навчання молодих рабинів та їх дружин, створенню хабадської мережі та популяризації хабадського хасидизму серед євреїв у всьому світі.
За 44 роки керівництва Менахема-Мендла Шнеєрсона Хабадом рух створив понад 2000 освітніх, соціальних, медичних організацій по всьому світу. Посмертно нагороджений Золотою Медаллю Конгресу США.

### Цікаві факти з життя Ребе
- За всі 44 роки керівництва Хабадом Ребе жодного дня не був у відпустці: 24/6 протягом 44 років він працював, навчав, зустрічався з людьми, давав благословення тощо.
- Ребе ніколи не відвідував Ізраїль. Більш того, після того, як він став главою Хабада, він вже ніколи не залишав США.
- Частина послідовників вважає його месією та не визнає факту його фізичної смерті[6]; наприклад, кажуть, що у 2006 році Ребе знову з'явився серед своїх учнів та послідовників[7]. (Див. також: Хабадський месіанізм[en]).

## Пам'ять
Іменем Менахема Мендла Шнеєрсона названі вулиці у Дніпрі й Миколаєві.